# Куп пет нација 1950.
Куп пет нација 1950. (службени назив: 1950 Five Nations Championship) је било 56. издање овог најелитнијег репрезентативног рагби такмичења Старог континента. а 21. издање Купа пет нација.
Велс је освојио Гренд слем.

## Такмичење
Шкотска - Француска 8-5
Енглеска - Велс 5-11
Француска - Ирска 3-3
Велс - Шкотска 12-0
Енглеска - Ирска 3-0
Француска - Енглеска 6-3
Ирска - Шкотска 21-0
Ирска - Велс 3-6
Шкотска - Енглеска 13-11
Велс - Француска 21-0

## Табела
|   | Селекција                      | ИГ | Д | Н | И | ПД | ПП | ПР  | Б |  |
| - | ------------------------------ | -- | - | - | - | -- | -- | --- | - |  |
| 1 | Рагби репрезентација Велса     | 4  | 4 | 0 | 0 | 50 | 8  | +42 | 8 |  |
| 2 | Рагби репрезентација Шкотске   | 4  | 2 | 0 | 2 | 21 | 49 | -28 | 4 |  |
| 3 | Рагби репрезентација Ирске     | 4  | 1 | 1 | 2 | 27 | 12 | +15 | 3 |  |
| 3 | Рагби репрезентација Француске | 4  | 1 | 1 | 2 | 14 | 35 | -19 | 3 |  |
| 5 | Рагби репрезентација Енглеске  | 4  | 1 | 0 | 3 | 22 | 30 | -8  | 2 |  |